# Giro d’Italia 2018
Der 101. Giro d’Italia fand vom 4. bis zum 27. Mai 2018 statt. Das Straßenradrennen startete mit einem Einzelzeitfahren in Jerusalem. Bevor das Rennen Italien erreichte, fanden zwei weitere Etappen in Israel statt. Die Rundfahrt endete in Rom. Das Grand Tour-Etappenrennen gehört zur UCI WorldTour 2018.
Gesamtsieger des Rennens wurde der viermalige Tour-de-France-Sieger Chris Froome, der auch die Bergwertung gewann. Sein Vorsprung betrug 46 Sekunden vor dem Vorjahressieger Tom Dumoulin und 4:57 Minuten vor dem Gewinner der Nachwuchswertung, Miguel Ángel López. Froome übernahm das Maglia Rosa des Gesamtführenden auf der 19. Etappe durch eine Soloflucht über 80 Kilometer nach einem Angriff am Colle delle Finestre. Er übernahm die Spitzenposition vom dreimaligen Etappensieger Simon Yates, der die Gesamtwertung seit der 6. Etappe mit Bergankunft auf dem Ätna innehatte, aber auf der 19. Etappe einbrach und 39 Minuten auf den Tagessieger Froome verlor.
Elia Viviani gewann vier Etappen im Sprint und damit die Punktewertung vor dem dreifachen Sprintsieger Sam Bennett.
Die Mannschaftswertung gewann Froomes Team Sky. Die meisten Etappensiege gelangen den Mannschaften Quick-Step Floors (viermal Viviani sowie einmal Maximilian Schachmann) und Mitchelton-Scott (dreimal Yates sowie je einmal Esteban Chaves und Mikel Nieve).
Die Zwischensprintwertung Traguardi Volanti und die Wertung Kämpferischster Fahrer (Combattività) gewann Davide Ballerini, die Ausreißer-Wertung Premio Fuga Marco Frapporti sowie die Fair Play-Wertung das Team Lotto NL-Jumbo.

## Start in Israel
Der Start in Israel, von dem sich das Gastgeberland insbesondere Werbung für den Tourismus des Landes versprach, kostete auch wegen der erforderlichen Sicherheitsmaßnahmen infolge des Israelisch-Palästinensischen Konflikts über 27 Millionen Euro.  Einen Teil der Kosten übernahm der Immobilienmilliardär Sylvan Adams, einer der Finanziers des Radsportteams Israel Cycling Academy.
Zwischenzeitlich war der Veranstaltungsbeginn in Israel gefährdet, da der Veranstalter RCS Sport den Ort der ersten Etappe in offiziellen Dokumenten als Westjerusalem bezeichnete und die israelische Regierung, die von einem untrennbaren Jerusalem ausgeht, androhte, ihre Unterstützung zurückzuziehen. Die Angabe wurde daraufhin in Jerusalem geändert. Pro-Palästina-Aktivisten kritisierten dies als Parteinahme für die israelische Position in der Jerusalem-Frage.
Die erste Etappe in Jerusalem wurde Gino Bartali gewidmet. Anlässlich der Veranstaltung wurde dem im Jahr 2000 verstorbenen Giro-d’Italia-Sieger von 1936, 1937 und 1946, der wegen seines Einsatzes für verfolgte Juden während des italienischen Faschismus bereits als Gerechter unter den Völkern geehrt wurde, posthum die israelische Staatsbürgerschaft verliehen. 15 Teilnehmer der Rundfahrt nahmen an einer Gedenkfahrt zur Holocaust-Gedenkstätte Yad Vashem teil.

## Teilnehmer
Zum Start berechtigt und verpflichtet waren die 18 UCI WorldTeams. Es starteten auch die unter arabischer Nationalität lizenzierten Teams UAE Team Emirates und Bahrain-Merida. Außerdem lud der Veranstalter vier UCI Professional Continental Teams ein, darunter die drei italienischen Mannschaften Androni Giocattoli-Sidermec, Bardiani CSF, Wilier Triestina-Selle Italia und Israel Cycling Academy, die als erste israelische Mannschaft an einer Grand Tour teilnahm. Im Aufgebot standen mit Guy Niv und Guy Sagiv die beiden ersten israelischen Radrennfahrer, die an einer Grand Tour teilnehmen.
Die 22 Mannschaften bestanden aus jeweils acht Fahrern, mit Ausnahme des Teams Bahrain-Merida, dessen Fahrer Kanstantin Siutsou auf einer Streckenbesichtigung vor der ersten Etappe schwer stürzte und nicht starten konnte. Insgesamt starteten also 175 Fahrer.
Neben dem Vorjahressieger Tom Dumoulin (Team Sunweb) starteten unter anderem der vierfache Tour-de-France-Sieger Chris Froome (Team Sky) und der Sieger der Vuelta a España 2015, Fabio Aru (UAE Team Emirates), der das Rennen aber vor der 19. Etappe aufgab. Froomes Start war umstritten, da gegen ihn aufgrund einer Überschreitung des Salbutamol-Grenzwerts bei der von ihm gewonnenen Vuelta a España 2017 ein noch nicht abgeschlossenes Dopingverfahren lief.
| WorldTeams (18)- AG2R La Mondiale - Astana - Bahrain-Merida - BMC Racing Team - Bora-Hansgrohe - Dimension Data - EF Education First-Drapac p/b Cannondale - Groupama-FDJ - Katusha-Alpecin - Lotto NL-Jumbo - Lotto Soudal - Mitchelton-Scott - Movistar Team - Quick-Step Floors - Sky - Team Sunweb - Trek-Segafredo - UAE Team Emirates Professional Continental Teams (4)- Androni Giocattoli-Sidermec - Bardiani CSF - Israel Cycling Academy - Wilier Triestina-Selle Italia |
| |

## Reglement
Der Führende der Gesamtwertung trug das Maglia Rosa. Die Gesamtwertung ergab sich wie stets bei internationalen Etappenrennen aus der Addition der gefahrenen Zeiten. Zusätzlich gab es bei den Etappen – außer den Zeitfahretappen – 10, 6 und 4 Sekunden Zeitbonifikation sowie beim zweiten Zwischensprint einer Etappe 3, 2 und 1 Sekunde.
Für die Fahrer, die nach dem 1. Januar 1993 geboren wurden, wurde auf dieser Basis die Nachwuchswertung vergeben, deren Führender mit dem Maglia Bianca ausgezeichnet wurde.
Der Führende der Punktewertung trug das Maglia Ciclamino. Für diese Wertung wurden bei flachen Etappen zwischen 50 und 1 Punkt für die ersten 15, bei mittelschweren Etappen zwischen 25 und 1 Punkt für die ersten 10 sowie bei Bergetappen und Zeitfahren zwischen 15 und 1 Punkt für die ersten 10 Fahrer vergeben. Bei Zwischensprints wurden auf Flachetappen zwischen 20 und 1 Punkt für die ersten 8, bei mittelschweren Etappen zwischen 10 und 1 Punkt für die ersten 5 und bei Bergetappen zwischen 8 und 1 Punkt für die ersten 3 Fahrer vergeben.
Der Führende in der Bergwertung trug das Maglia Azzurra. Punkte wurden wie folgt: vergeben auf der Cima Coppi Colle delle Finestre zwischen 45 und 1 Punkt für die ersten 9, auf Bergen der 1. Kategorie zwischen 35 und 1 Punkt für die ersten 8, auf Bergen der zweiten Kategorie zwischen 15 und 1 für die ersten 6, bei Anstiegen der dritten Kategorie zwischen 7 und 1 Punkt für die ersten 4 und bei Anstiegen der vierten Kategorie zwischen 3 und 1 Punkten für die ersten 3 Fahrer. Bei Bergankünften werden zwischen 15 und 2 Punkten für die ersten fünf Fahrer vergeben
Die Mannschaftswertung ergab sich aus der Addition der Tageszeiten der jeweils drei besten Fahrer des Teams.
Daneben gab es noch folgende Sonderpreise:
- Zwischensprintwertung (Traguardi Volanti): Auf jeder Etappe (außer Zeitfahren) erhielten die ersten fünf Fahrer bei den Zwischensprints 10, 6, 3, 2, und einen Punkt.
- Ausreißer-Wertung (Premio Fuga): Sieger wurde der Fahrer, der im gesamten Rennen am längsten in Ausreißergruppen (in einer Gruppe von maximal zehn Fahrern) aktiv war.
- Kämpferischster Fahrer (Combattività): Bei Zielankünften, den Zwischensprints und jeder Bergwertung wurden Zähler für dieses Klassement vergeben. Die Anzahl der Zähler entsprach dabei aber nicht den ansonsten dort vergebenen Punkten.
- Fair Play-Wertung: Grundlage für diese Mannschaftswertung war ein Punktesystem, bei dem es galt, möglichst wenig Zähler zu sammeln. Beispielsweise wurde eine Geldbuße in einen Strafpunkt je 10 Schweizer Franken umgerechnet, Zeitstrafen brachten zwei Punkte je Sekunde, eine Deklassierung 100 Punkte und ein positiver Dopingtest 2.000 Punkte.

Der Gesamtsieger erhielt 265.668 Euro, der Zweite 128.000 Euro und der Dritte 68.000 Euro (jeweils aus zwei Preisgeldtöpfen). Ein Etappensieg brachte 11.010 Euro ein, ein Tag im Maglia Rosa 1000 Euro. Der Sieg in der Punktewertung wurde mit 10.000 Euro belohnt, der in der Bergwertung mit 5.000. In der Mannschaftswertungen erhielt die jeweiligen Sieger je 5000 Euro. Die Gesamthöhe der Prämien betrug ca. 1.500.000 Euro.

## Etappen
| Etappe     | Datum   | Etappenorte                              | type                 | Länge (km) | Etappensieger         | Gesamtführender |
| ---------- | ------- | ---------------------------------------- | -------------------- | ---------- | --------------------- | --------------- |
| 1. Etappe  | 4. Mai  | Jerusalem – Jerusalem                    | Einzelzeitfahren     | 9,7        | Tom Dumoulin          | Tom Dumoulin    |
| 2. Etappe  | 5. Mai  | Haifa – Tel Aviv-Jaffa                   | Flachetappe          | 167        | Elia Viviani          | Rohan Dennis    |
| 3. Etappe  | 6. Mai  | Be’er Scheva – Eilat                     | Hügelige Etappe      | 229        | Elia Viviani          | Rohan Dennis    |
|            | 7. Mai  | Ruhetag (Transfer)                       | Ruhetag              |            |                       |                 |
| 4. Etappe  | 8. Mai  | Catania – Caltagirone                    | Hügelige Etappe      | 202        | Tim Wellens           | Rohan Dennis    |
| 5. Etappe  | 9. Mai  | Agrigent – Santa Ninfa                   | Hügelige Etappe      | 153        | Enrico Battaglin      | Rohan Dennis    |
| 6. Etappe  | 10. Mai | Caltanissetta – Ätna                     | Hochgebirgsetappe    | 164        | Esteban Chaves        | Simon Yates     |
| 7. Etappe  | 11. Mai | Pizzo – Praia a Mare                     | Flachetappe          | 159        | Sam Bennett           | Simon Yates     |
| 8. Etappe  | 12. Mai | Praia a Mare – Montevergine              | Mittelschwere Etappe | 209        | Richard Carapaz       | Simon Yates     |
| 9. Etappe  | 13. Mai | Pesco Sannita – Campo Imperatore         | Hochgebirgsetappe    | 225        | Simon Yates           | Simon Yates     |
|            | 14. Mai | Ruhetag                                  | Ruhetag              |            |                       |                 |
| 10. Etappe | 15. Mai | Penne – Gualdo Tadino                    | Hügelige Etappe      | 244        | Matej Mohorič         | Simon Yates     |
| 11. Etappe | 16. Mai | Assisi – Osimo                           | Hügelige Etappe      | 156        | Simon Yates           | Simon Yates     |
| 12. Etappe | 17. Mai | Osimo – Imola                            | Flachetappe          | 214        | Sam Bennett           | Simon Yates     |
| 13. Etappe | 18. Mai | Ferrara – Nervesa della Battaglia        | Flachetappe          | 180        | Elia Viviani          | Simon Yates     |
| 14. Etappe | 19. Mai | San Vito al Tagliamento – Monte Zoncolan | Hochgebirgsetappe    | 186        | Chris Froome          | Simon Yates     |
| 15. Etappe | 20. Mai | Tolmezzo – Sappada                       | Mittelschwere Etappe | 176        | Simon Yates           | Simon Yates     |
|            | 21. Mai | Ruhetag                                  | Ruhetag              |            |                       |                 |
| 16. Etappe | 22. Mai | Trient – Rovereto                        | Einzelzeitfahren     | 34,2       | Rohan Dennis          | Simon Yates     |
| 17. Etappe | 23. Mai | Riva del Garda – Iseo                    | Hügelige Etappe      | 155        | Elia Viviani          | Simon Yates     |
| 18. Etappe | 24. Mai | Abbiategrasso – Prato Nevoso             | Mittelschwere Etappe | 196        | Maximilian Schachmann | Simon Yates     |
| 19. Etappe | 25. Mai | Venaria Reale – Bardonecchia             | Hochgebirgsetappe    | 184        | Chris Froome          | Chris Froome    |
| 20. Etappe | 26. Mai | Susa – Breuil-Cervinia                   | Hochgebirgsetappe    | 214        | Mikel Nieve           | Chris Froome    |
| 21. Etappe | 27. Mai | Rom – Rom                                | Flachetappe          | 115        | Sam Bennett           | Chris Froome    |

## Wertungen im Rennverlauf
| Etappe         | Etappensieger         | Gesamtwertung Maglia Rosa | Punktewertung Maglia Ciclamino | Bergwertung Maglia Azzurra | Nachwuchswertung Maglia Bianca | Teamwertung          |
| -------------- | --------------------- | ------------------------- | ------------------------------ | -------------------------- | ------------------------------ | -------------------- |
| 1              | Tom Dumoulin          | Tom Dumoulin              | Tom Dumoulin (1)               | nicht vergeben             | Maximilian Schachmann          | Team Katusha Alpecin |
| 2              | Elia Viviani          | Rohan Dennis              | Elia Viviani                   | Enrico Barbin              | Maximilian Schachmann          | Team Katusha Alpecin |
| 3              | Elia Viviani          | Rohan Dennis              | Elia Viviani                   | Enrico Barbin              | Maximilian Schachmann          | Team Katusha Alpecin |
| 4              | Tim Wellens           | Rohan Dennis              | Elia Viviani                   | Enrico Barbin              | Maximilian Schachmann          | Mitchelton-Scott     |
| 5              | Enrico Battaglin      | Rohan Dennis              | Elia Viviani                   | Enrico Barbin              | Maximilian Schachmann          | Mitchelton-Scott     |
| 6              | Esteban Chaves        | Simon Yates               | Elia Viviani                   | Esteban Chaves             | Richard Carapaz                | Mitchelton-Scott     |
| 7              | Sam Bennett           | Simon Yates               | Elia Viviani                   | Esteban Chaves             | Richard Carapaz                | Mitchelton-Scott     |
| 8              | Richard Carapaz       | Simon Yates               | Elia Viviani                   | Esteban Chaves             | Richard Carapaz                | Mitchelton-Scott     |
| 9              | Simon Yates           | Simon Yates               | Elia Viviani                   | Simon Yates (2)            | Richard Carapaz                | Mitchelton-Scott     |
| 10             | Matej Mohorič         | Simon Yates               | Elia Viviani                   | Simon Yates (2)            | Richard Carapaz                | Mitchelton-Scott     |
| 11             | Simon Yates           | Simon Yates               | Elia Viviani                   | Simon Yates (2)            | Richard Carapaz                | Mitchelton-Scott     |
| 12             | Sam Bennett           | Simon Yates               | Elia Viviani                   | Simon Yates (2)            | Richard Carapaz                | Mitchelton-Scott     |
| 13             | Elia Viviani          | Simon Yates               | Elia Viviani                   | Simon Yates (2)            | Richard Carapaz                | Mitchelton-Scott     |
| 14             | Chris Froome          | Simon Yates               | Elia Viviani                   | Simon Yates (2)            | Miguel Ángel López             | Team Sky             |
| 15             | Simon Yates           | Simon Yates               | Elia Viviani                   | Simon Yates (2)            | Miguel Ángel López             | Team Sky             |
| 16             | Rohan Dennis          | Simon Yates               | Elia Viviani                   | Simon Yates (2)            | Miguel Ángel López             | Team Sky             |
| 17             | Elia Viviani          | Simon Yates               | Elia Viviani                   | Simon Yates (2)            | Miguel Ángel López             | Team Sky             |
| 18             | Maximilian Schachmann | Simon Yates               | Elia Viviani                   | Simon Yates (2)            | Miguel Ángel López             | Team Sky             |
| 19             | Chris Froome          | Chris Froome              | Elia Viviani                   | Chris Froome (3)           | Miguel Ángel López             | Team Sky             |
| 20             | Mikel Nieve           | Chris Froome              | Elia Viviani                   | Chris Froome (3)           | Miguel Ángel López             | Team Sky             |
| 21             | Sam Bennett           | Chris Froome              | Elia Viviani                   | Chris Froome (3)           | Miguel Ángel López             | Team Sky             |
| Wertungssieger | Wertungssieger        | Chris Froome              | Elia Viviani                   | Chris Froome               | Miguel Ángel López             | Team Sky             |

## Endstände

### Gesamtwertung
| \| Gesamtwertung \| Gesamtwertung \| Gesamtwertung \| Gesamtwertung \| Gesamtwertung \| \| Fahrer \| Fahrer \| Land \| Team \| Zeit \| \| ------------- \| ------------------ \| ---------------------- \| ------------------------- \| ----------------- \| \| 1. \| Chris Froome \| Vereinigtes Königreich \| Team Sky \| 89 h 02 min 39 s \| \| 2. \| Tom Dumoulin \| Niederlande \| Team Sunweb \| + 46 s \| \| 3. \| Miguel Ángel López \| Kolumbien \| Astana \| + 4 min 57 s \| \| 4. \| Richard Carapaz \| Ecuador \| Movistar Team \| + 5 min 44 s \| \| 5. \| Domenico Pozzovivo \| Italien \| Bahrain-Merida \| + 8 min 03 s \| \| 6. \| Pello Bilbao \| Spanien \| Astana \| + 11 min 50 s \| \| 7. \| Patrick Konrad \| Österreich \| Bora-Hansgrohe \| + 13 min 01 s \| \| 8. \| George Bennett \| Neuseeland \| LottoNL-Jumbo \| + 13 min 17 s \| \| 9. \| Sam Oomen \| Niederlande \| Team Sunweb \| + 14 min 18 s \| \| 10. \| Davide Formolo \| Italien \| Bora-Hansgrohe \| + 15 min 16 s \| \| 11. \| Alexandre Geniez \| Frankreich \| AG2R La Mondiale \| + 17 min 30 s \| \| 12. \| Wout Poels \| Niederlande \| Team Sky \| + 17 min 40 s \| \| 13. \| Sergio Henao \| Kolumbien \| Team Sky \| + 29 min 41 s \| \| 14. \| José Gonçalves \| Portugal \| Katusha-Alpecin \| + 34 min 29 s \| \| 15. \| Carlos Betancur \| Kolumbien \| Movistar Team \| + 41 min 48 s \| \| 16. \| Rohan Dennis \| Australien \| BMC Racing Team \| + 56 min 07 s \| \| 17. \| Mikel Nieve \| Spanien \| Mitchelton-Scott \| + 58 min 16 s \| \| 18. \| Gianluca Brambilla \| Italien \| Trek-Segafredo \| + 1 h 00 min 30 s \| \| 19. \| Michael Woods \| Kanada \| EF Education First-Drapac \| + 1 h 01 min 24 s \| \| 20. \| Hubert Dupont \| Frankreich \| AG2R La Mondiale \| + 1 h 03 min 54 s \| |                    |                        |                           |                   |
| |                    |                        |                           |                   |
| Quelle: ProCyclingStats |                    |                        |                           |                   |
| Gesamtwertung |                    |                        |                           |                   |
| Fahrer | Fahrer             | Land                   | Team                      | Zeit              |
| 1. | Chris Froome       | Vereinigtes Königreich | Team Sky                  | 89 h 02 min 39 s  |
| 2. | Tom Dumoulin       | Niederlande            | Team Sunweb               | + 46 s            |
| 3. | Miguel Ángel López | Kolumbien              | Astana                    | + 4 min 57 s      |
| 4. | Richard Carapaz    | Ecuador                | Movistar Team             | + 5 min 44 s      |
| 5. | Domenico Pozzovivo | Italien                | Bahrain-Merida            | + 8 min 03 s      |
| 6. | Pello Bilbao       | Spanien                | Astana                    | + 11 min 50 s     |
| 7. | Patrick Konrad     | Österreich             | Bora-Hansgrohe            | + 13 min 01 s     |
| 8. | George Bennett     | Neuseeland             | LottoNL-Jumbo             | + 13 min 17 s     |
| 9. | Sam Oomen          | Niederlande            | Team Sunweb               | + 14 min 18 s     |
| 10. | Davide Formolo     | Italien                | Bora-Hansgrohe            | + 15 min 16 s     |
| 11. | Alexandre Geniez   | Frankreich             | AG2R La Mondiale          | + 17 min 30 s     |
| 12. | Wout Poels         | Niederlande            | Team Sky                  | + 17 min 40 s     |
| 13. | Sergio Henao       | Kolumbien              | Team Sky                  | + 29 min 41 s     |
| 14. | José Gonçalves     | Portugal               | Katusha-Alpecin           | + 34 min 29 s     |
| 15. | Carlos Betancur    | Kolumbien              | Movistar Team             | + 41 min 48 s     |
| 16. | Rohan Dennis       | Australien             | BMC Racing Team           | + 56 min 07 s     |
| 17. | Mikel Nieve        | Spanien                | Mitchelton-Scott          | + 58 min 16 s     |
| 18. | Gianluca Brambilla | Italien                | Trek-Segafredo            | + 1 h 00 min 30 s |
| 19. | Michael Woods      | Kanada                 | EF Education First-Drapac | + 1 h 01 min 24 s |
| 20. | Hubert Dupont      | Frankreich             | AG2R La Mondiale          | + 1 h 03 min 54 s |

### Punktewertung
| Punktewertung | Punktewertung     | Punktewertung          | Punktewertung                 | Punktewertung |
| Fahrer        | Fahrer            | Land                   | Team                          | Punkte        |
| ------------- | ----------------- | ---------------------- | ----------------------------- | ------------- |
| 1.            | Elia Viviani      | Italien                | Quick-Step Floors             | 341 P.        |
| 2.            | Sam Bennett       | Irland                 | Bora-Hansgrohe                | 282 P.        |
| 3.            | Davide Ballerini  | Italien                | Androni Giocattoli-Sidermec   | 147 P.        |
| 4.            | Sacha Modolo      | Italien                | EF Education First-Drapac     | 122 P.        |
| 5.            | Simon Yates       | Vereinigtes Königreich | Mitchelton-Scott              | 113 P.        |
| 6.            | Marco Frapporti   | Italien                | Androni Giocattoli-Sidermec   | 111 P.        |
| 7.            | Danny van Poppel  | Niederlande            | LottoNL-Jumbo                 | 107 P.        |
| 8.            | Niccolò Bonifazio | Italien                | Bahrain-Merida                | 103 P.        |
| 9.            | Eugert Zhupa      | Albanien               | Wilier Triestina-Selle Italia | 84 P.         |
| 10.           | Tom Dumoulin      | Niederlande            | Team Sunweb                   | 73 P.         |

### Bergwertung
| Bergwertung | Bergwertung        | Bergwertung            | Bergwertung       | Bergwertung |
| Fahrer      | Fahrer             | Land                   | Team              | Punkte      |
| ----------- | ------------------ | ---------------------- | ----------------- | ----------- |
| 1.          | Chris Froome       | Vereinigtes Königreich | Team Sky          | 125 P.      |
| 2.          | Giulio Ciccone     | Italien                | Bardiani CSF      | 108 P.      |
| 3.          | Simon Yates        | Vereinigtes Königreich | Mitchelton-Scott  | 91 P.       |
| 4.          | Mikel Nieve        | Spanien                | Mitchelton-Scott  | 79 P.       |
| 5.          | Richard Carapaz    | Ecuador                | Movistar Team     | 65 P.       |
| 6.          | Tom Dumoulin       | Niederlande            | Team Sunweb       | 49 P.       |
| 7.          | Esteban Chaves     | Kolumbien              | Mitchelton-Scott  | 47 P.       |
| 8.          | Valerio Conti      | Italien                | UAE Team Emirates | 42 P.       |
| 9.          | Domenico Pozzovivo | Italien                | Bahrain-Merida    | 40 P.       |
| 10.         | Matteo Montaguti   | Italien                | AG2R La Mondiale  | 37 P.       |

### Nachwuchswertung
| Nachwuchswertung | Nachwuchswertung      | Nachwuchswertung | Nachwuchswertung            | Nachwuchswertung  |
| Fahrer           | Fahrer                | Land             | Team                        | Zeit              |
| ---------------- | --------------------- | ---------------- | --------------------------- | ----------------- |
| 1.               | Miguel Ángel López    | Kolumbien        | Astana                      | 89 h 07 min 36 s  |
| 2.               | Richard Carapaz       | Ecuador          | Movistar Team               | + 47 s            |
| 3.               | Sam Oomen             | Niederlande      | Team Sunweb                 | + 9 min 21 s      |
| 4.               | Valerio Conti         | Italien          | UAE Team Emirates           | + 1 h 18 min 07 s |
| 5.               | Fausto Masnada        | Italien          | Androni Giocattoli-Sidermec | + 1 h 21 min 16 s |
| 6.               | Felix Großschartner   | Österreich       | Bora-Hansgrohe              | + 1 h 23 min 50 s |
| 7.               | Matej Mohorič         | Slowenien        | Bahrain-Merida              | + 1 h 35 min 21 s |
| 8.               | Maximilian Schachmann | Deutschland      | Quick-Step Floors           | + 1 h 36 min 39 s |
| 9.               | Jack Haig             | Australien       | Mitchelton-Scott            | + 1 h 58 min 09 s |
| 10.              | Giulio Ciccone        | Italien          | Bardiani CSF                | + 2 h 03 min 58 s |

### Mannschaftswertung
| Mannschaftswertung | Mannschaftswertung | Mannschaftswertung           | Mannschaftswertung |
| Team               | Team               | Land                         | Zeit               |
| ------------------ | ------------------ | ---------------------------- | ------------------ |
| 1.                 | Sky                | Vereinigtes Königreich       | 267 h 48 min 47 s  |
| 2.                 | Astana             | Kasachstan                   | + 24 min 58 s      |
| 3.                 | Bora-Hansgrohe     | Deutschland                  | + 43 min 32 s      |
| 4.                 | Team Sunweb        | Deutschland                  | + 1 h 14 min 35 s  |
| 5.                 | AG2R La Mondiale   | Frankreich                   | + 1 h 30 min 32 s  |
| 6.                 | Movistar Team      | Spanien                      | + 1 h 39 min 45 s  |
| 7.                 | Lotto NL-Jumbo     | Niederlande                  | + 1 h 47 min 01 s  |
| 8.                 | Mitchelton-Scott   | Australien                   | + 2 h 31 min 52 s  |
| 9.                 | UAE Team Emirates  | Vereinigte Arabische Emirate | + 2 h 33 min 27 s  |
| 10.                | Groupama-FDJ       | Frankreich                   | + 2 h 34 min 04 s  |